# Dubu kimchi
Dubu kimchi là một món ăn Triều Tiên gồm kimchi với đậu hũ. Đậu hũ cắt lát luộc hoặc chiên và kimchi thường được trộn với thịt heo. Mặc dù tên món ăn là như vậy, nhưng đậu hũ không được lên men thành kimchi.
Món ăn phổ biến với anju (một món ăn được dùng với rượu).

## Thành phần
Thành phần của kimchi đậu hũ với thịt heo:
- đậu hũ
- kimchi
- thịt heo cắt lát
- hành tây
- hành lá
- gừng
- tỏi
- nước tương
- dầu mè
- đường
- gochujang

## Dinh dưỡng
Thông thường, protein có dinh dưỡng nhiều nhất trong dubu kimchi.
| Calo (kcal) | Protein (g) | Calci (mg) | Sắt (mg) | Vitamin A(re) | Cholesterol (mg) |
| ----------- | ----------- | ---------- | -------- | ------------- | ---------------- |
| 200         | 12          | 235        | 3.3      | 70            | 2                |

## Liên kết
- Trifood.com: công thức Dubu Kimchi Lưu trữ ngày 2 tháng 12 năm 2010 tại Wayback Machine
- Công thức từ LA Times
- Công thức Dubu Kimchi
- (tiếng Hàn) 두부김치 조리법 Lưu trữ ngày 24 tháng 8 năm 2007 tại Wayback Machine tại Chosun Ilbo
- dubukimchi.com Lưu trữ ngày 1 tháng 8 năm 2015 tại Wayback Machine